# 小谷昌
小谷 昌（こたに まさる、1932年11月13日 - ）は、日本の実業家。京浜急行電鉄社長、同社会長、日本民営鉄道協会会長等を経て、横浜新都市センター社長、横浜ポルタ会会長。旭日大綬章受章。

## 人物・経歴
京都府出身。京都府立東舞鶴高等学校を経て、1956年東北大学法学部卒業、京浜急行電鉄入社。1980年総務部長。1985年取締役に昇格。1988年常務取締役。1990年専務取締役。1993年取締役副社長。1995年代表取締役副社長。1997年代表取締役社長。2003年神奈川経済同友会代表幹事。2005年代表取締役会長。
2009年から横浜新都市センター代表取締役社長及び横浜駅東口振興協議会会長、横浜ポルタ会会長を務め、横浜ポルタのリニューアルなどを進めた。2013年京浜急行電鉄取締役相談役。同年秋の叙勲で旭日大綬章受章。この間、日本民営鉄道協会会長、2005年日本国際博覧会協会理事等も歴任した。